# Campeonato de Francia de Rugby 15 1892
El Campeonato de Francia de Rugby 15 1892 fue la 1.ª edición del Campeonato francés de rugby, la principal competencia del rugby galo.

## Historia
El torneo fue organizado por la USFSA y fue arbitrado por Pierre de Coubertin fundador de los Juegos Olímpicos actuales.

## Equipos participantes
- Racing Club de Francia
- Stade Français

## Final
| 20 de marzo de 1892 | Racing Club de Francia | 4 - 3 | Stade Français | Bagatelle, |  |

| Bandera de Francia             |
| Campeón Racing Club de Francia |
| Primer título                  |